# ! (album de Cláudia Pascoal)
! (pronunțat „blah”) este albumul de debut al cântăreței portugheze Cláudia Pascoal⁠(d). A fost lansat în Portugalia pe 27 martie 2020 de Universal Music Portugal. Albumul a ajuns pe locul șase în clasamentul albumelor din Portugalia⁠(d).

## Lista pieselor
| Nr. | Titlu                                 | Lungime |  |
| 1.  | „PPPFFFRRR” (with Nuno Markl)         | 0:51    |  |
| 2.  | „Mais Fica Pra Mim” (with Nuno Markl) | 2:37    |  |
| 3.  | „Espalha Brasas”                      | 3:15    |  |
| 4.  | „Quase Dança”                         | 2:59    |  |
| 5.  | „Ter E Não Ter”                       | 2:40    |  |
| 6.  | „Viver” (featuring Samuel Úria)       | 3:18    |  |
| 7.  | „Já Não Somos Animais”                | 3:14    |  |
| 8.  | „Vem Também”                          | 4:10    |  |
| 9.  | „Espero Por Ti Lá Fora”               | 3:03    |  |
| 10. | „Tanto Faz”                           | 3:15    |  |
| 11. | „O Soldado”                           | 3:28    |  |
| 12. | „Música De Um Acorde”                 | 2:43    |  |

| Regiune    | Data           | Format                     | Eticheta                   |
| ---------- | -------------- | -------------------------- | -------------------------- |
| Portugalia | 27 martie 2020 | Digital download streaming | Universal Music Portugalia |